# 크리스토퍼 호그우드

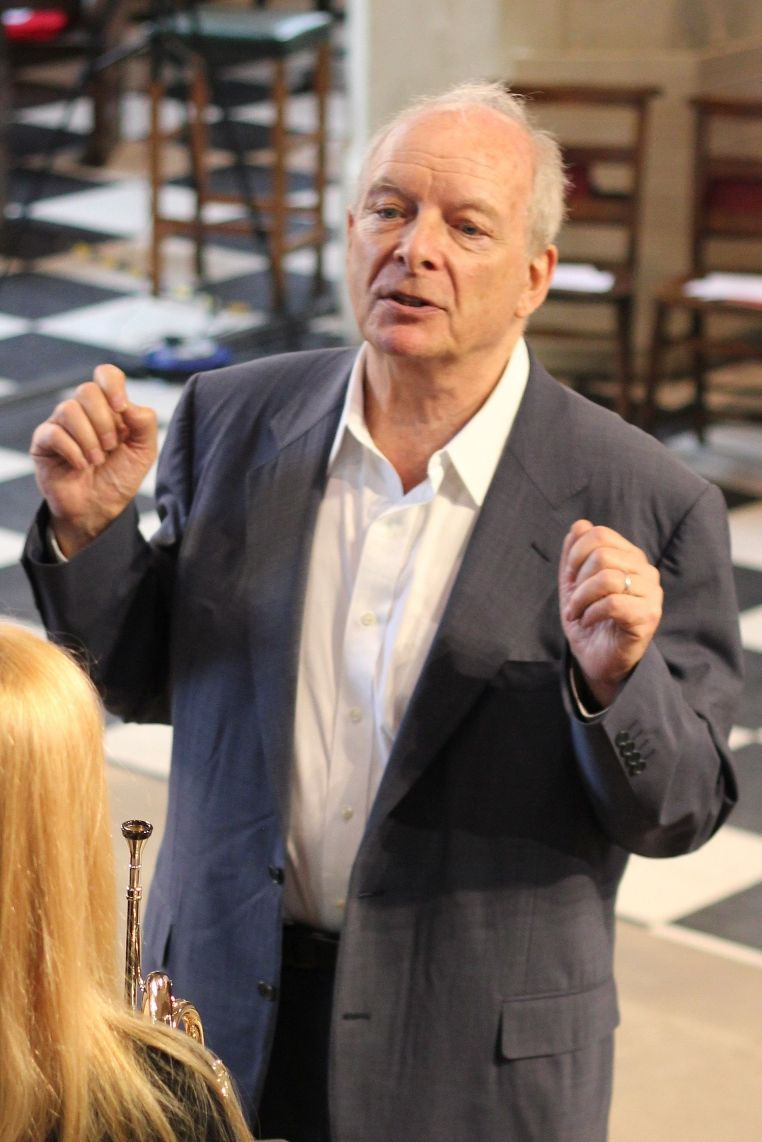

크리스토퍼 호그우드 CBE (Christopher Hogwood, 1941년 9월 10일) – 2014년 9월 24일)는 영국의 지휘자, 하프시코드 연주자, 작가, 음악학자이다. 고대 음악 아카데미의 초기 음악 앙상블의 창시자이자 역사적 사실에 입각한 연주의 권위자이자 20세기 후반 의 초기 음악 부흥 을 주도한 인물이다.
노팅엄에서 태어난 호그우드는 Skinners School Tunbridge Wells에 다녔고 케임브리지의 Pembroke College에서 음악과 고전 문학을 공부했다. 그는 계속해서 Raymond Leppard, Mary Potts 및 Thurston Dart 밑에서 연주와 지휘를 공부했으며 나중에는 Rafael Puyana 와 구스타프 레온하르트와 함께 공부했다. 그는 또한 영국 문화원 장학금 으로 프라하에서 주자나 루치지코바와 함께 1년 동안 공부했다.
1967년 호그우드는 David Munrow와 함께 Early Music Consort를 공동 설립했다. 1973년 그는 시대 악기를 사용한 바로크 음악과 고전 음악 연주를 전문으로 하는 고대 음악 아카데미를 설립했다. Early Music Consort는 1976년 Munrow의 사망 이후 해산되었지만 호그우드는 Academy of Ancient Music에서 계속 연주하고 녹음했다.
1981년부터 호그우드는 미국에서 정기적으로 지휘했다. 그는 1986년부터 2001년까지 Boston's Handel and Haydn Society 의 예술 감독 을 역임했으며 그의 남은 생애 동안 지휘자 상을 수상했다. 1983년부터 1985년까지 그는 런던 바비칸 센터에서 열린 모차르트 모차르트 페스티벌의 예술 감독을 역임했다. 1988년부터 1992년까지 그는 미네소타에 있는 세인트 폴 챔버 오케스트라 의 음악 감독을 역임했다.
1994년 그는 베토벤의 교향곡 6번과 5번을 초연한 콘서트를 재현하면서 헨델과 하이든 소사이어티를 지휘했다.